# カナダの国立公園
カナダの国立公園（英語: National Parks of Canada、仏語: Parcs nationaux du Canada）ではカナダにおける国立公園について記述する。
カナダにおける国立公園（National Park）は国立公園保護区（National Park Reserve）とともにパークス・カナダ（カナダ国立公園管理局）により管理・運営されている。国立海洋公園（National Marine Park）・国立海洋保護区（National Marine Conservation Area）、国定史跡（National Historic Site）を含んで論じられる場合もある。

## 国立公園の運営・管理
国立公園運営業務の目的は、国土のうち独特の自然を誇る地域を保護する制度を構築することにある。パークス・カナダはその運営組織として、国土を39区域に分け公園制度を設ける計画を実行している。カナダの国立公園では、まず公園の生態系維持、そして市民がカナダの自然地域を探訪・学習し楽しめるようにすることを運営の主眼としている。

### 国立公園保護区
「国立公園保護区」（National Park Reserve）と呼ばれている地区は、一旦土地所有の問題が解決すると、国立公園となる。このような国立公園保護区は、下記の通りである。
- グアイ・ハアナス国立公園保護区
- クルエーン国立公園保護区
- ミーリー山地国立公園保護区
- ミンガン群島国立公園保護区
- ナッチーチョ－国立公園保護区
- ナハニ国立公園保護区
- パシフィック・リム国立公園保護区
- セーブル島国立公園保護区[1][2]
- タイディーン・ネーネー国立公園保護区

上記のほかに事前調査が実施されているのは、
- プリンスエドワードアイランド州のピタウェイケック（国立公園保護区として）[3]
- ブリティッシュコロンビア州の南オカナガン・シミリカミーン川下流[4]
- マニトバ低地（ウィニペグ湖北西）[5]
- アルバータ州ウォータートン湖国立公園をブリティッシュコロンビア州フラットヘッド渓谷

### 国立海洋公園・国立海洋保護区
国立海洋保護区は国立公園制度の中でも新しい制度である。陸地上の国立公園よりも生態系維持のための保護区指定と言う色彩が濃い。国立海洋保護区（または国立海洋公園）はオンタリオ州ファトム・ファイブ国立海洋公園、スペリオル湖国立海洋保護区、ケベック州のサグネ・セントローレンス国立海洋公園の3地域に加え、2010年にグアイ・ハアナス国立公園保護区に海洋保護区指定が加わり「グアイ・ハアナス国立海洋保護区」が加わった。また、ブリティッシュコロンビア州のジョージア海峡南部、ヌナブト準州のランカスター海峡で事前調査を実施中。

### 国定記念物
国立公園に加えて、国定記念物（National Landmark）も1970年代に設立の議論が行なわれ、ノースウエスト準州のピンゴ国定記念物（Pingo National Landmark）1ヶ所のみ設定された。

## 歴史
- 1885年 - バンフ国立公園設立。カナダの国立公園第一号となった。
- 1908年–1912年 - アルバータ州とサスカチュワン州に4ヶ所の国立公園が設置。これらは1947年に役目を負え廃止された。
- 1911年 - 内務省内にカナダ植民地公園管理部（Dominion Parks Branch）創設。世界最初の国立公園管理局となった。
- 1930年 - カナダ議会は国立公園法を制定。
- 1979年 - 国立公園運営方針を、余暇主目的から生態系維持重視に変更。
- 1984年 - 初の土地接収による国立公園設置。
- 1988年 - 国立公園制度の生態系維持重視方針に合わせて国立公園法を修正。
- 1989年 - 世界自然保護基金（WWF）とパークス・カナダが国立公園整備促進を目的に絶滅危惧種キャンペーン実施。
- 2001年 - 生態系維持・野生保護強化の方針に合わせて国立公園法を修正。
- 2005年 - ラブラドール・イヌイット土地権益措置法（Labrador Inuit Land Claims Agreement Act）制定の結果、先住民族とパークス・カナダが共同で管理運営を行なうトーンガット山脈国立公園が設置された。